# Lepidoneiva erubescens
Lepidoneiva erubescens là một loài bướm đêm thuộc phân họ Arctiinae, họ Erebidae.